# 135
Glej tudi: število 135
135 (CXXXV) je bilo navadno leto, ki se je po julijanskem koledarju začelo na petek.

## Dogodki
- 1. januar

## Rojstva
- Pescenij Niger, rimski uzurpator, vladal 193 do 194 v letu petih cesarjev, († 194)

## Smrti
- Simon Bar Kohba, vodja judovske vstaje proti Rimskemu imperiju (* ni znano)